# Wolfgang Ehrl
Wolfgang Ehrl, noto anche con il soprannome Bubi (Monaco di Baviera, 4 marzo 1912 – Monaco di Baviera, 11 giugno 1980), è stato un lottatore tedesco, specializzato nella Lotta greco-romana e libera, vincitore di due medaglie d'argento ai Giochi olimpici estivi.

## Biografia
Macellaio di professione, rappresentò la Germania ai Giochi olimpici di Los Angeles 1932. Vinse tutti gli incontri del torneo olimpico, senza riuscire a vincere la medaglia d'oro che fu attribuita all'italiano Giovanni Gozzi, che riuscì ad ottenere più punti di lui, nonostante fosse ruscito a sconfiggerlo ai punti al quarto turno del torneo di lotta greco-romana dei pesi piuma. Nella finale per l'argento batté il finlandese Lauri Koskela.
Agli europei di lotta greco-romana di Helsinki 1933 si classificò secondo alle spalle del finlandese Kustaa Pihlajamäki, nei pesi piuma.
Si laureò campione continentale nei pesi leggeri agli europei di lotta libera di Stoccolma 1934, salendo sul gradino più alto del podio, davanti allo svedese Anders Swansson e al danese Abraham Kurland.
Nel 1935 vinse il bronzo nei pesi leggeri agli europei di lotta greco-romana di Copenaghen e a quelli di lotta libera di Bruxelles.
Ai Giochi olimpici di Berlino 1936 vinse la medaglia d'argento nel torneo di lotta libera pesi leggeri. La sua sconfitta contro l'ebreo ungherese Károly Kárpáti, poi vincitore dell'oro, causò notevole disappunto tra i leader nazisti. Kárpáti aveva dovuto cambiare il proprio nome per tentare di sfuggire alle persecuzioni antisemite dei nazisti.
Ehrl si ritirò dalle competizioni dilettanti nel 1951, dopo gli europei di lotta libera di Helsinki. Dal 1952 divenne professionista.
In seguito divenne allenatore delle giovanili per il club MSV München Ost. Ottenne anche la lettera d'onore della città di Monaco di Baviera.

## Palmarès
| Anno | Manifestazione  | Sede        | Evento                  | Risultato | Note |
| ---- | --------------- | ----------- | ----------------------- | --------- | ---- |
| 1932 | Giochi olimpici | Los Angeles | GR Pesi piuma (61 kg)   | Argento   |      |
| 1933 | Europei         | Helsinki    | GR Pesi piuma (61 kg)   | Argento   |      |
| 1934 | Europei         | Stoccolma   | LL Pesi leggeri (66 kg) | Oro       |      |
| 1935 | Europei         | Copenaghen  | GR Pesi leggeri (66 kg) | Bronzo    |      |
| 1935 | Europei         | Bruxelles   | LL Pesi leggeri (66 kg) | Bronzo    |      |
| 1936 | Giochi olimpici | Amsterdam   | LL Pesi leggeri (66 kg) | Argento   |      |